# Sankt-Georg-Schanze
Sankt-Georg-Schanze – skocznia narciarska w niemieckiej miejscowości Winterberg.
Winterberg jest jednym z najważniejszych ośrodków narciarskich północnych Niemczech. Na skoczni Św. Jerzego organizowane jest m.in. Letnie Grand Prix w kombinacji norweskiej. W 2002 roku odbyły się tutaj Mistrzostwa Niemiec w skokach narciarskich. 
Wieża startowa ma charakterystyczny, łukowaty kształt. W 1999 skocznia została wyłożona igelitem.
W Winterbergu znajdują się także cztery mniejsze skocznie.